# (12317) Madicampbell
(12317) Madicampbell est un astéroïde de la ceinture principale.

## Description
(12317) Madicampbell est un astéroïde de la ceinture principale. Il fut découvert le 24 avril 1992 à Kitt Peak par le projet Spacewatch. Il présente une orbite caractérisée par un demi-grand axe de 2,79 UA, une excentricité de 0,06 et une inclinaison de 3,8° par rapport à l'écliptique.

## Compléments